# Fiestas de San Mateo (Oviedo)
Las Fiestas de San Mateo de la ciudad asturiana de Oviedo (España) tienen lugar en la semana que comienza el 14 de septiembre, día de la exaltación de la Santa Cruz - en sus orígenes la fiesta de la ciudad - y que culmina el día 21 de septiembre, día que el santoral católico dedica al apóstol.
A pesar de la creencia popular, San Mateo no es el patrón de la ciudad, sino que lo es San Salvador.
El día grande de las fiestas es el día 21, en el que los ciudadanos y visitantes suelen comer en los parques y zonas verdes de la ciudad (principalmente en el Campo San Francisco) el bollu preñáu junto a una botella de sidra.
La noche anterior se lanzan los fuegos artificiales desde un parque, que habitualmente era el Parque de Invierno, pero que en 2022 fue la Plaza Tuero Bertrand ubicada en el barrio de Montecerrao. Hay fiesta durante toda la semana; hay 
cetas s que se instalan en la zona antigua de la ciudadAnteriormente eran los chiringuitos, que desaparecieron tras una decisión de la actualidad alcaldía de Alfredo Canteli (PP). . Hay conciertos todos los días en el recinto de La Ería y también repartidos por la ciudad según el estilo musical. Antiguamente, los principales conciertos se realizaban en la Plaza Alfonso II el Casto (Plaza de la Catedral) y eran gratuitos, pero fueron retirados de esta ubicación por motivos de seguridad.
A lo largo de las fiestas tienen lugar distintos eventos y espectáculos, entre los que destacan el desfile del Día de América en Asturias, que se celebra cada 19 de septiembre y el Rally Princesa de Asturias "Ciudad de Oviedo".

## Origen
Su origen se remonta a 1438, cuando el papa Eugenio IV concedía el perdón a todos los peregrinos que acudiesen a la Catedral y veneraran la Cruz de los Ángeles. Estos debían dar una limosna 7 días antes o después del 14 de septiembre, fiesta de la Exaltación de la Cruz. Curiosamente ese último día era el 21 de septiembre - día de San Mateo, cierre del Jubileo y del verano - que era aprovechado por los fieles, quiénes al estar perdonados, realizaban festejos y los abusos eran comunes esos días.